# Карппинен, Пертти
Пертти Юханнес Карппинен (фин. Pertti Johannes Karppinen; род. 17 февраля 1953, Вехмаа, Финляндия) — прославленный финский гребец (академическая гребля), трёхкратный олимпийский чемпион в одиночках, двукратный чемпион мира.
Карппинен выиграл три подряд золотые медали в заездах одиночек на летних Олимпиадах 1976, 1980 и 1984 годов. Пертти повторил достижение знаменитого советского гребца Вячеслава Иванова, побеждавшего в этой же дисциплине на Олимпиадах 1956, 1960, 1964 годов.
На Олимпиаде 1988 года в Сеуле Карппинен занял седьмое место в одиночках, а через 4 года в Барселоне 39-летний финн занял 10-е место в той же дисциплине.
Дважды подряд (1979 и 1980) Пертти Карппинен признавался лучшим спортсменом года в Финляндии.
В 2015 году удостоен персональной (неполной) пенсии (662 евро в месяц) от Министерства образования и культуры Финляндии.
Младший брат Пертти Рейма Карппинен (род. 1958) также был гребцом и участвовал в 3 Олимпиадах (1984, 1988 и 1992). Лучший его олимпийский результат — 8-е место в двойках в Лос-Анджелесе-1984.